# Третьяков, Дмитрий Николаевич
Дмитрий Николаевич Третьяков (1935—2002) — советский и российский учёный, лауреат Ленинской премии (1972).

## Биография
Окончил ЛЭТИ (1957).
С 1957 г. и до последних дней жизни работал в Физико-техническом институте им. А. Ф. Иоффе АН СССР (РАН).

## Научные достижения
Установил, что неустойчивый сам по себе арсенид алюминия абсолютно устойчив в тройном соединении алюминий-галлий-мышьяк в «твёрдом растворе». Так был найден гетеропарагаллий — арсенид галлия-арсенид алюминия (1968).
Входил в состав группы учёных (Ж. И. Алфёров, В. М. Андреев, Д. З. Гарбузов, В. И. Корольков, Д. Н. Третьяков, В. И. Швейкин), которые к 1968 г. разработали многослойные гетероструктуры, ставшие основой современных полупроводниковых лазеров с генерацией в импульсном режиме.
Соавтор Жореса Алфёрова в исследованиях:
- Высоковольтные p-n-переходы в кристаллах GaxAl1-xAs (В. М. Андреев, В. И. Корольков, Д. Н. Третьяков, В. М. Тучкевич)
- Инжекционные свойства гетеропереходов n-AlxGa1-xAs — p-GaAs (В. М. Андреев, В. И. Корольков, Е. Л. Портной, Д. Н. Третьяков)
- Гетеропереходы AlxGa1-xAs — GaAs (В. М. Андреев, В. И. Корольков, Е. Л. Портной, Д. Н. Третьяков)

Преподавал на кафедре оптоэлектроники ЛЭТИ (несмотря на то, что не имел учёной степени).
Похоронен на Богословском кладбище Санкт-Петербурга.

## Важнейшие публикации
- Жидкостная эпитаксия в технологии полупроводниковых приборов / В. М. Андреев, Л. М. Долгинов, Д. Н. Третьяков ; Под ред. чл.-кор. АН СССР Ж. И. Алферова. — Москва : Совет. радио, 1975. — 328 с. : черт.; 17 см.
- Ж. И. Алферов, В. М. Андреев, В. И. Корольков, Е. Л. Портной, Д. Н. Третьяков. Тр. IX межд. конф. по полупроводниковым структурам (Москва, 23-29 июля 1968) (Л.: Наука, 1969) 1, 534
- Инжекционные свойства гетеропереходов n-AlxGa1-xAs — p-GaAs / Ж. И. Алфёров, В. М. Андреев, В. И. Корольков, Е. Л. Портной, Д. Н. Третьяков. // ФТП. 1968. — Т. 2. — С. 1016—1019.
- Ж. И. Алфёров, Я. В. Бергманн, В. И. Корольков, В. Г. Никитин, М. Н. Степанова, А. А. Яковенко, Д. Н. Третьяков. Исследование прямой ветви вольт-амперной характеристики р-n переходов на основе слаболегированного GaAs. ФТП, 1978, т. 12, в. 1, стр. 68-74.

## Награды и премии
Ленинская премия 1972 года (в составе коллектива) — за фундаментальные исследования гетеропереходов в полупроводниках и создание новых приборов на их основе.